# U&i
『u&i』（ゆー・あんど・あい）は、NHK教育テレビジョンが2018年10月10日から放送している、小学生対象の教育番組（特別支援教育）である。

## 概要
発達障害、身体障害、外国人といった、困難がある子どもたちの特性への理解を深めることを狙いとしている。
「アイ」という毎回異なる普通の子供が、何らかの特性を持つ友人「ユウ」との関係に悩みを抱えていると、悩みがある子どもがたどり着くという夢の世界へ導かれ、そこに住んでいる2体の妖精や「ココロのでんわ」を通じた「ユウ」との対話や、ジローはかせからのアドバイスを通じて、どのように接していけばいいかを考えていく。
NHKの番組では2021年度から番組終了時の「終（おわり）」表記を廃止しているが、2022年3月2日初回放送「みんなで笑顔になろう! こどもたちのSDGs」以降の新作においても引き続き番組終了時に「おわり/NHK」と表示している。

## 放送時間
- パイロット版「ちゃんとやって！」
  - 2018年5月26日（土） 16:30 - 16:40

2019年度の放送よりレギュラー放送のスケジュールに組み込まれた。
- レギュラー放送
  - 2018年度 - 水曜日 9:00 - 9:10（10月 - 翌3月のみ）、火曜日 15:30 - 15:40（翌1月 - 3月のみ）
  - 2019年度 - 水曜日 9:00 - 9:10（通年）、火曜日 15:30 - 15:40（翌1月 - 3月のみ）
  - 2020,2021年度 - 水曜日 9:00 - 9:10（通年）
  - 2022年度 - 水曜日 9:50 - 10:00（通年）
  - 2023年度 - 水曜日 9:50 - 10:00（通年）、火曜日 16:40 - 16:50（10月 - 翌3月のみ）
  - 2024年度 - 金曜日 9:50 - 10:00（通年）、火曜日 16:40 - 16:50（10月 - 翌3月のみ）
  - 2025年度 - 金曜日 9:50 - 10:00（通年）、火曜日 15:55 - 16:05（10月 - 翌3月のみ）

概ね隔週更新で、制作本数が少なかった2020年までは半期間で1サイクル放送する形式であった。2019年度までと2023年度以降の火曜日の再放送枠は毎週更新。2024年度については日程の都合上、翌2月で火曜夕方の放送が金曜午前の放送を追い抜き、以降は事実上の先行放送枠となる。2025年度は金曜午前のみの回と火曜夕方のみの回も設定されている。
また、日本国外向けと、日本国内では主にJCOM系などのケーブルテレビ、ひかりTV、アプリで提供しているNHKワールドTVにも、随時週末に放送されている『Kids Edutainment』で、過去放送分を英訳したものを放送している。

## 登場キャラクター
シッチャカ
声 - 伊野尾慧（Hey! Say! JUMP）（2023年度追加制作分まで） 、根本幸多（2024年度追加制作分）
夢の世界に住むサルの妖精。
2024年度追加制作分「なんで急に悪口言うの？」「なんでガマンできないの？」では、「シッチャカはかぜぎみ」として声優が変更されていた。
メッチャカ
声 - きゃりーぱみゅぱみゅ
シッチャカと仲良しの妖精。
ジローはかせ
声 - 笹野高史
人間の子供に詳しい研究者。シッチャカとメッチャカがいる部屋のテレビ越しに現れてアドバイスする。
『JAPANGLE』に登場していたアロー教授の双子の弟。
ふみ先生
声 - 二階堂ふみ
2023年の追加制作分「なんでズル休みするの？」に登場したゲストキャラ。
ジローはかせからの紹介を受け、人の生理を科学的に解説する。

## スタッフ
- 脚本 - 西田征史
- 音楽 - サキタハヂメ
- アートディレクション - 清水貴栄

## 放送リスト
初年度のレギュラー放送のみ、EPGにおいて話数表記がなされていたため、それ以前に放送されたパイロット版は便宜上「第0回」と扱う。また「クイズ！一番悪いのだ〜れだ？」「みんなで笑顔になろう！」は、通常回と番組の流れが異なる特別編である。
| 回 | 初回放送日     | サブタイトル                           | テーマ                 | 実写出演者                                  | 年度別放送順 | 年度別放送順 | 年度別放送順 | 年度別放送順 | 年度別放送順 | 年度別放送順 | 年度別放送順 | 年度別放送順 |
| 回 | 初回放送日     | サブタイトル                           | テーマ                 | 実写出演者                                  | 2018         | 2019         | 2020         | 2021         | 2022         | 2023         | 2024         | 2025         |
| -- | -------------- | -------------------------------------- | ---------------------- | ------------------------------------------- | ------------ | ------------ | ------------ | ------------ | ------------ | ------------ | ------------ | ------------ |
| 0  | 2018年05月26日 | ちゃんとやって！                       | 聞こえ方のちがい       | 小田菜乃葉、樋口冬真                        |              | 11           | 11           | 13           | 17           | 15           | 14           | 14           |
| 1  | 2018年10月10日 | 授業に集中したいのに…                  | 感じ方のちがい         | 小田菜乃葉、金子海斗                        | 1            | 1            | 1            | 1            | 2            | 2            | 2            | 2            |
| 2  | 2018年10月24日 | 声をかければよかったのに…              | 身体障害者とのかかわり | 渡邊心、山城屋理沙                          | 2            | 4            | 4            | 9            | 3            | 3            | 3            | 3            |
| 3  | 2018年11月07日 | どうしたら上手くできる？               | 協調運動               | 植原星空、大野心優                          | 3            | 2            | 2            | 4            | 4            | 4            | 4            | 4            |
| 4  | 2018年11月21日 | なんで覚えられないの？                 | 読み書きの苦手         | 溝口元太、上條靖弥                          | 4            | 3            | 3            | 2            | 5            | 5            | 5            | 5            |
| 5  | 2018年12月05日 | きらいだから食べてくれないの？         | アレルギー             | 高取菜乃春、篠原湊大                        | 5            | 6            | 6            | 11           | 6            | 6            | 6            | 6            |
| 6  | 2019年01月09日 | なかよくなれるかな？                   | 外国人児童             | 小田菜乃葉、サクラ・T                       | 6            | 5            | 5            | 7            | 7            | 7            | 7            | 7            |
| 7  | 2019年01月23日 | 手伝ってあげてるのに、なにが不満なの？ | 言えない本音           | 高取菜乃春、関野悠斗                        | 7            | 8            | 8            | 10           | 8            | 8            | 8            | 8            |
| 8  | 2019年02月06日 | クイズ！一番悪いのだ〜れだ？           | 先入観と思い込み       | 小田菜乃葉、樋口俊哉、 山本美紀子、吉田尚弘 | 8            | 10           | 10           | 15           | 9            | 9            | 19           | 21           |
| 9  | 2019年02月20日 | アイツだけ、ずるい！                   | 公平性                 | 横山歩、石塚獅桜                            | 9            | 9            | 9            | 12           | 10           | 13           | 12           | 12           |
| 10 | 2019年03月06日 | ひとりになっちゃうかも…？              | おさえられない怒り     | 田中風花、 五十嵐陽向、名倉央               | 10           | 7            | 7            | 14           | 11           | 14           | 13           | 17           |
| 11 | 2021年01月20日 | ひまわり学級ってどんなとこ？           | 特別支援学級           | 仲西りん、齋藤優聖、 吉田舞香、菊地飛向     |              |              | 12           | 5            | 12           | 12           | 11           | 11           |
| 12 | 2021年02月03日 | きこえないってかわいそう？             | 聴覚障害者の世界       | 新津ちせ、仁宮苺宝、 山口りりの、水野冬馬   |              |              | 13           | 8            | 13           | 10           | 9            | 9            |
| 13 | 2021年02月17日 | 男らしく・女らしくがいいの？           | ジェンダーバイアス     | 髙橋來、宮本凛音                            |              |              | 14           | 3            | 14           | 11           | 10           | 10           |
| 14 | 2021年03月03日 | どうしてじっとしていられないの？       | ADHD                   | 池下リリコ、髙橋悠悟                        |              |              | 15           | 6            | 15           | 1            | 1            | 1            |
| 15 | 2022年02月02日 | 見えないってどういうこと？             | 視覚障害               | 伊藤駿太、中山杏珠                          |              |              |              | 16           | 16           | 16           | 15           | 15           |
| 16 | 2022年03月02日 | みんなで笑顔になろう！                 | こどもたちのSDGs       | （なし）                                    |              |              |              | 17           | 1            | 17           | 20           | 22           |
| 17 | 2023年02月22日 | なんであんな話し方するの？             | きつ音                 | 山崎莉里那、保坂凛駆                        |              |              |              |              | 18           | 18           | 16           | 16           |
| 18 | 2023年03月08日 | なんでズル休みするの？                 | 生理                   | 盛永晶月、山崎杷子                          |              |              |              |              | 19           | 20           | 17           | 13           |
| 19 | 2024年02月21日 | 学校くるって言ったのに                 | 不登校                 | 小田島優月、榎本奏                          |              |              |              |              |              | 19           | 18           | 18           |
| 20 | 2025年03月04日 | なんで急に悪口言うの？                 | トゥレット症候群       | 瑠璃、五十嵐晴登                            |              |              |              |              |              |              | 21           | 20           |
| 21 | 2025年03月11日 | なんでガマンできないの？               | 自閉スペクトラム症     | 阿部碧音、堂宮鼓太郎                        |              |              |              |              |              |              | 22           | 19           |